# Manuil Olsavszky
Manuil Mykhailo Olsavszky OSBM (węg. Olsavszky Manó Mihály; ur. ok. 1700 w Oľšavce, zm. 5 listopada 1767 w Mukaczewie) – duchowny greckokatolicki, wikariusz apostolski w Mukaczewie, biskup tytularny Rhosus, działacz religijny, polityczny i społeczny. 

## Życiorys
Mykhailo Olsavszky urodził się około 1700 r. na terenie monarchii Habsburgów (Królestwo Węgier) w miejscowości Oľšavka (obecnie powiat Nowa Wieś Spiska w kraju koszyckim na Słowacji), od której wziął swoje nazwisko. Studiował filozofię w Koszycach, a potem w kolegium jezuickim w Trnawie. Święcenia kapłańskie otrzymał w 1725 r. i został wikariuszem biskupów wikariatu apostolskiego w Mukaczewie: Simeona Olsavszkyego (jego starszy brat) i Gabriela Błażowskiego.
Po śmierci swego poprzednika został mianowany wikariuszem generalnym przy łacińskim biskupie Egeru dla unitów Zakarpacia (unia użhorodzka). 5 września 1743 papież Benedykt XIV zatwierdził go na stanowisku wikariusza apostolskiego z tytułem biskupa Rhosus. Przed konsekracją został przyjęty do zakonu bazylianów i otrzymał zakonne imię Manuel.
W 1746 Manuil Olsavszky na polecenie cesarzowej Marii Teresy odbył duszpasterską wizytę w Siedmiogrodzie, gdzie po wydaleniu Micu-Kleina nie było biskupa greckokatolickiego. W 1761 ponownie przebywał w Siedmiogrodzie w związku z działalnością prawosławnego mnicha Sofronie de Cioara.
W 1756 r. dokończył i konsekrował sanktuarium maryjne w Máriapócs, nad którym prace zapoczątkował Gennadius Bizanczy. 
Dbał o rozwój szkolnictwa i umocnienie zakonu bazylianów, zbudował siedzibę biskupów w Mukaczewie, dążył do uniezależnienia się do biskupów Egeru i stworzył silne podwaliny pod niezależną eparchię mukacewską. 
Zmarł w Mukaczewie 5 listopada 1767 r., został pochowany w Máriapócs.